# Boundiali
Boundiali és una ciutat de Costa d'Ivori, cap de districte de prefectura del departament del mateix nom des de 1974, a la Regió de Bagoué, de la qual també és la capital, al nord del país, prop de Mali. Els seus habitants, dels quals el nombre és estimat en 41.000, són anomenats els «Boundialikas».
La ciutat és situada entre Korhogo i Odienné, Seguela i Tingréla. A més a més de Boundiali, el departament comprèn les sotsprefectures de Ganaoni, Kouto, Gbon, Kolia, Kasséré, Sianhala i Siempurgo.